# Węzeł wartowniczy
Węzeł wartowniczy (ang. sentinel lymph node, SLN) – pierwszy węzeł chłonny na drodze spływu chłonki z ogniska nowotworowego. Z racji położenia, przerzuty nowotworów złośliwych przerzutujących drogą naczyń chłonnych pojawiają się najczęściej najpierw w węźle wartowniczym. Określenie istnienia ewentualnych przerzutów w SLN ma kluczowe znaczenie dla terapii niektórych nowotworów. Biopsja węzła wartowniczego stosowana jest rutynowo u chorych z czerniakiem skóry, nowotworem gruczołu sutkowego, u kobiet z guzami narządu rodnego oraz u mężczyzn z rakiem prącia. Brak przerzutów w węźle wartowniczym rokuje dobrze, zmniejszając znacznie możliwość wystąpienia przerzutów w pozostałych węzłach drenujących chłonkę z danego obszaru. Umożliwia to odstąpienie od zabiegu usunięcia wszystkich węzłów chłonnych danego regionu (tzw. limfadenektomia regionalna).
Brak ogniska nowotworowego w SLN nie wyklucza jednak całkowicie powstania przerzutów odległych oraz bliskich, rozsianych poprzez układ krwionośny.

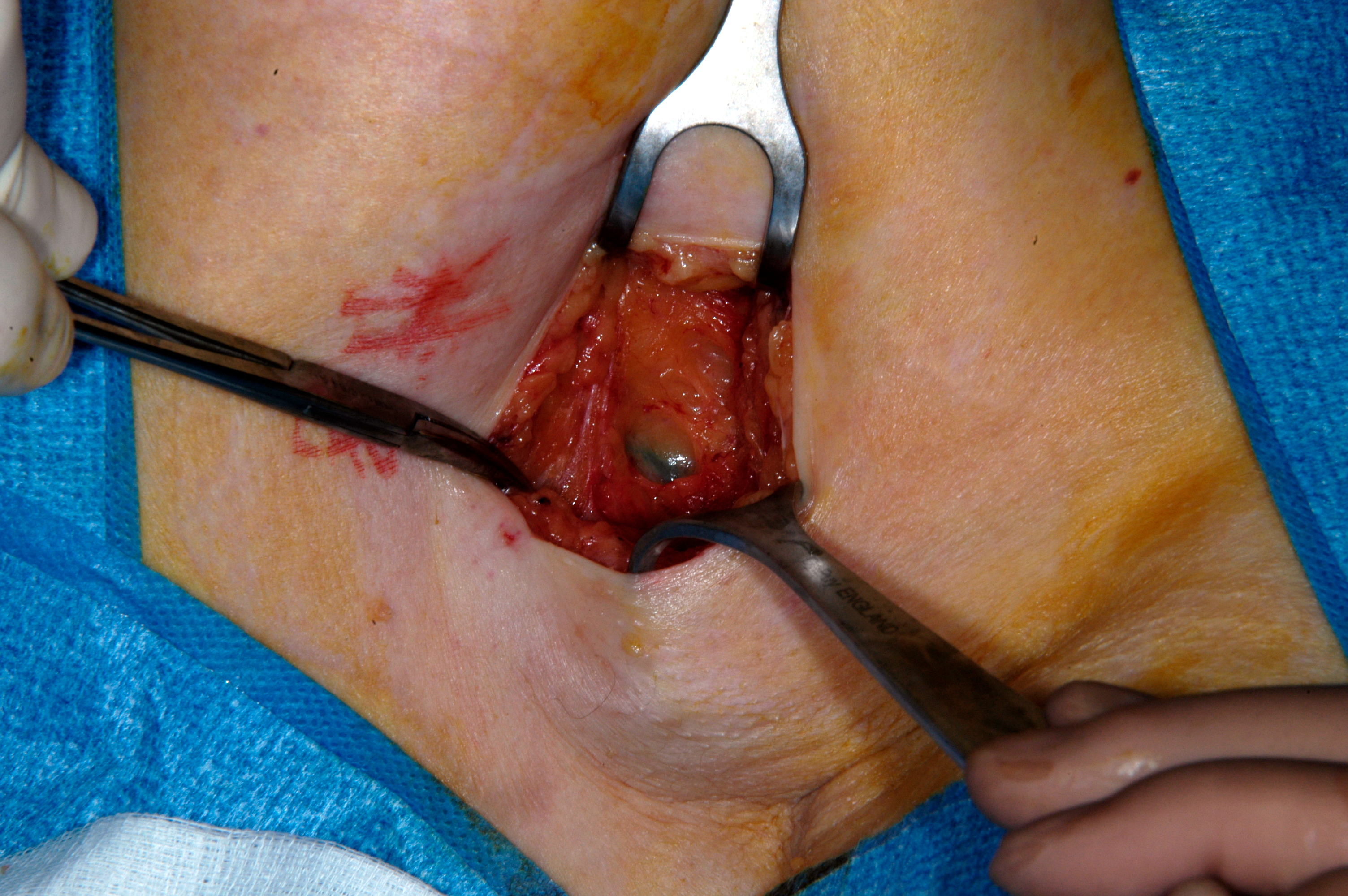
Biopsja węzła wartowniczego zlokalizowanego w dole pachowym (wybarwiony na niebiesko).

## Biopsja węzła wartowniczego
W celu znalezienia podczas zabiegu węzła wartowniczego stosuje się metody umożliwiające prześledzenie spływu chłonki. Standardowym postępowaniem jest limfoscyntygrafia, polegająca na podaniu w dzień przed zabiegiem izotopu promieniotwórczego (najczęściej 99mTc) w okolicę guza i wykonanie, w trakcie operacji, zdjęcia przy użyciu gammakamery. Węzły wykazujące największą aktywność, na skutek nagromadzenia największej ilości znacznika, uznawane są za węzły wartownicze. Wykonuje się ich dokumentację fotograficzną i oznacza lokalizację na skórze pacjenta. Następnie wykonuje się ich biopsję (sentinel lymph node biopsy, SLNB) i bioptat przesyła się do oceny patomorfologicznej; pomocne w wykonaniu biopsji są sondy scyntylacyjne, umożliwiające śródoperacyjną ocenę aktywności tkanek. Drugą możliwością zlokalizowania węzła wartowniczego jest podanie barwnika (błękitu metylu) w okolicę guza i obserwacja wybarwiania się dróg i węzłów chłonnych. Obie metody można łączyć w celu uzyskania większej dokładności.